# Consiglio di Stato (Repubblica Socialista di Romania)

Stemma della Repubblica Socialista di Romania.

Il Consiglio di stato (in romeno: Consiliul de Stat ) veniva identificato come l'autorità suprema esecutiva della Repubblica Socialista di Romania dal 1961 al 1989.

## Funzioni

### 1961–1974
Il Consiglio di stato fu creato nel 1961 con un emendamento alla Costituzione del 1952, sostituendo il Presidium della Grande Assemblea Nazionale (GAN). Era costituito da un presidente, tre vice presidenti e 13 membri. Alla fine dell'era comunista, comprendeva un presidente, quattro vice, un segretario e 15 membri.
Secondo l'articolo 63 della Costituzione del 1965, il Consiglio di stato era "l'organo supremo del potere statale in sessione permanente." Veniva eletto dalla Grande Assemblea Nazionale tra i suoi membri e rimaneva in carica per una legislatura ovvero cinque anni. Come con tutti gli organi di governo romeni, il Consiglio era subordinato alla GAN. Quindi, nel 1989, solamente due dei suoi membri facevano parte anche del Comitato centrale del Partito Comunista Rumeno e occupavano inoltre importanti ruoli di partito.
Il Consiglio di stato esercitava due tipologie di poteri e tra quelli permanenti (definiti nell'articolo 63 della Costituzione) vi erano:
- Definire le date delle elezioni
- Ratificare ogni trattato che non implicasse alcun cambiamento sul diritto romeno (tutti i trattati che avrebbero emendato leggi potevano essere approvate soltanto dalla GAN)
- Organizzare i referendum
- Nominare e richiamare il comandante delle forze armate e gli organi dei capi di stato
- Concedere cittadinanze, amnistie e asili politici
- Rappresentare lo stato nelle relazioni internazionali
- Nominare i rappresentanti diplomatici
- Istituire gradi militari
- Istituire decorazioni e titoli onorari[1][2]

Con l'articolo 64, il Consiglio di stato assumeva anche determinate prerogative del GAN quando quest'ultimo non era in sessione o in caso di emergenza. Quando la GAN non era in seduta, l'articolo 64 dava al Consiglio di Stato il diritto di impostare le linee guida per le leggi e di supervisionare i consigli locali. Poteva anche emanare regolamenti governativi con valore legale. Se tale regolamento non veniva approvato dalla GAN alla sua successiva sessione, veniva considerato revocato. In circostanze eccezionali, il Consiglio di stato poteva esercitare anche il controllo sui bilanci ed i piani economici, nominare e dimettere della ministri e magistrati della Corte suprema, mobilitare le forze armate e dichiarare guerra. Di conseguenza, le sedute non frequenti della GAN (si riuniva solo due volte all'anno) come anche la filosofia del centralismo democratico davano forza di legge alle decisioni prese dal Consiglio di stato.
L'articolo 68 dichiarava che tutte le decisioni del Consiglio di stato dovevano essere prese collettivamente. Tuttavia, al di fuori della Romania, il presidente del Consiglio di stato era considerato come il capo dello stato. Quasi sempre il leader del Partito comunista ricopriva anche la carica di presidente del Consiglio di stato (per esempio, Gheorghe Gheorghiu-Dej dal 1961 al 1965, e Nicolae Ceaușescu dal 1967 al 1974), derivando il suo potere reale dalla sua posizione di partito–una situazione analoga alla struttura attuale di potere in Cina, dove il capo supremo è anche il presidente del paese ma deriva il suo potere reale dalla sua carica di leader di partito.

### Emendamenti del 1974
Le prerogative del Consiglio di stato furono ridotte significativamente dagli emendamenti alla costituzione del 1974. La sua presidenza fu promossa ad un ruolo esecutivo a pieno titolo, il Presidente della repubblica. Continuò a servire come un presidente del Consiglio di stato ex officio, e fu indebolito per agire in alcun modo che non richiedesse una sessione plenaria di tale corpo. Assunse inoltre molti poteri che precedentemente furono conferiti al Consiglio di stato in sé, inclusa la possibilità di condurre relazioni internazionali e nominare/dimettere ministri e direttori di agenzie centrali. Quando la GAN non era in sessione, il presidente poteva nominare/dimettere il presidente della Corte suprema ed il prosecutore generale senza l'approvazione del Consiglio di stato; invece, con gli emendamenti del 1974 il presidente non doveva più consultare per forza i suoi colleghi del Consiglio di stato quando doveva prendere tali decisioni. Il Consiglio di stato perse inoltre il diritto di conferire cittadinanze e asili e di nominare il comandante supremo delle forze armate. Perse inoltre il diritto di concedere amnistie quando la GAN non era in sessione.
Quindi, dal 1974 il Consiglio di stato fu fortemente indebolito da Ceaușescu, che ricopriva i ruoli di leader del Partito comunista e di presidente della repubblica. Impiegando il suo potere per assumere le funzioni del Consiglio di stato che non richiedevano un plenum formale, il presidente governava frequentemente tramite decreti e usurpava anche molti poteri originari del Consiglio come la possibilità di concedere cittadinanze e asili. Tuttavia, il suo controllo sul paese era così assoluto che nessuno osava porre obiezioni.

## Presidenti del Consiglio di stato
| N° | Nome                   | Ritratto | Data nascita-morte | Inizio mandato  | Fine mandato                                    | Partito                             | Partito |
| -- | ---------------------- | -------- | ------------------ | --------------- | ----------------------------------------------- | ----------------------------------- | ------- |
| 1  | Gheorghe Gheorghiu-Dej |          | 1901–1965          | 21 marzo 1961   | 19 marzo 1965                                   | Partito dei Lavoratori Romeno (PMR) |         |
| 2  | Chivu Stoica           |          | 1908–1975          | 24 marzo 1965   | 9 dicembre 1967                                 | PMR/Partito Comunista Romeno        |         |
| 3  | Nicolae Ceaușescu      |          | 1918–1989          | 9 dicembre 1967 | 22 dicembre 1989 (ex officio dal 28 marzo 1974) | Partito Comunista Rumeno            |         |

## Vicepresidenti del Consiglio di stato
(In rumeno, Vicepreşedinte al Consiliului de Stat)
| Primo vice          | Inizio mandato | Fine mandato | Partito           | Partito              | Secondo vice  | Inizio mandato | Fine mandato | Partito       | Partito | Terzo vice      | Inizio mandato | Fine mandato | Partito            | Partito | Quarto vice   | Inizio mandato | Fine mandato | Partito       | Partito | Quinto vice | Inizio mandato | Fine mandato | Partito | Partito |
| ------------------- | -------------- | ------------ | ----------------- | -------------------- | ------------- | -------------- | ------------ | ------------- | ------- | --------------- | -------------- | ------------ | ------------------ | ------- | ------------- | -------------- | ------------ | ------------- | ------- | ----------- | -------------- | ------------ | ------- | ------- |
| Ion Gheorghe Maurer | 1961           | 1967         |                   | PCR                  | Ştefan Voitec | 1961           | 1965         |               | PCR     | Maria Paretti   | 1961           | 1966         |                    | PCR     | Avram Bunaciu | 1961           | 1965         |               | PCR     | Vacante     | Vacante        | Vacante      | Vacante | Vacante |
| Ion Gheorghe Maurer | 1961           | 1967         | Constanţa Crăciun | PCR                  | 1965          | 1969           | PCR          | Vacante       | Vacante | Vacante         | Vacante        | Vacante      |                    | PCR     |               |                |              |               |         | Vacante     | Vacante        | Vacante      | Vacante | Vacante |
| Emil Bodnăraş       | 1967           | 1976         | PCR               | Manea Mănescu        | 1969          | 1972           | PCR          | Vacante       | Vacante | Vacante         | Vacante        | Vacante      | Ştefan Peterfi     | 1967    | 1978          | PCR            |              |               |         | Vacante     | Vacante        | Vacante      | Vacante | Vacante |
| Emil Bodnăraş       | 1967           | 1976         | PCR               | Miron Constantinescu | 1972          | 1974           | PCR          | Vacante       | Vacante | Vacante         | Vacante        | Vacante      | Ştefan Peterfi     | 1967    | 1978          | PCR            |              |               |         | Vacante     | Vacante        | Vacante      | Vacante | Vacante |
| Emil Bodnăraş       | 1967           | 1976         | PCR               | Vasile Vâlcu         | 1974          | 1974           | PCR          | Ştefan Voitec | 1974    | 1984            |                | PCR          | Ştefan Peterfi     | 1967    | 1978          | PCR            |              |               |         | Vacante     | Vacante        | Vacante      | Vacante | Vacante |
| Vacante             | Vacante        | Vacante      | Vacante           | Vacante              | Emil Bobu     | 1975           | 1979         | Ştefan Voitec | 1974    | 1984            | PCR            | PCR          | Ştefan Peterfi     | 1967    | 1978          | PCR            |              |               |         | Vacante     | Vacante        | Vacante      | Vacante | Vacante |
| Maria Ciocan        | 1980           | 1985         |                   | PCR                  | Petru Enache  | 1980           | 1987         | Ştefan Voitec | 1974    | 1984            | PCR            | PCR          | Gheorghe Rădulescu | 1979    | 1989          | PCR            | Ilie Verdeţ  | 1982          | 1982    |             | PCR            |              |         |         |
| Vacante             | Vacante        | Vacante      | Vacante           | Vacante              | Vacante       | Vacante        | Vacante      | Vacante       | Vacante | Maria Ghiţulică | 1985           | 1989         | Gheorghe Rădulescu | 1979    | 1989          | PCR            | PCR          | Manea Mănescu | 1983    | 1989        | PCR            |              |         |         |